# Word...Life
Word...Life é o álbum de estreia do rapper americano O.C., lançado em 18 de outubro de 1994 pela Wild Pitch Records. O álbum ajudou o rapper a estabelecer sua participação no lendário grupo de hip hop underground, D.I.T.C., que incluia Lord Finesse, Showbiz & A.G., Diamond D, Fat Joe, Big L e Buckwild, que produziram a maior parte do álbum.
O álbum é mais lembrado por causa do single "Time's Up". O instrumental do single foi usado no filme 8 Mile, estrelado pelo rapper Eminem, em uma cena de batalha de rap. Os clipes vocais da música foram amostrados em inúmeras canções de hip hop ao longo dos anos; incluindo "Hip Hop" de Mos Def de seu álbum de 1999, Black on Both Sides e "The Enemy" de Big L, que aparece em seu álbum póstumo The Big Picture.

## Faixas
| #  | Título                | Compositor(es)                         | Produtor(es)        | Duração |
| -- | --------------------- | -------------------------------------- | ------------------- | ------- |
| 1  | "Creative Control"    | O. Credle, L. Baskerville, T. Jamerson | Organized Konfusion | 1:44    |
| 2  | "Word...Life"         | O. Credle, A. Best                     | Buckwild            | 4:53    |
| 3  | "O-Zone"              | O. Credle, A. Best                     | Buckwild            | 4:04    |
| 4  | "Born 2 Live"         | O. Credle, A. Best                     | Buckwild            | 4:46    |
| 5  | "Time's Up"           | O. Credle, A. Best                     | Buckwild            | 3:29    |
| 6  | "Point O' Viewz"      | O. Credle, D. Vanderpool, A. Best      | Buckwild, Prestige  | 4:14    |
| 7  | "Constables"          | O. Credle, L. Baskerville, T. Jamerson | Organized Konfusion | 4:04    |
| 8  | "Ga Head"             | O. Credle, R. Hall                     | Lord Finesse        | 3:55    |
| 9  | "No Main Topic"       | O. Credle, G. Scott                    | DJ Ogee             | 3:42    |
| 10 | "Let It Slide"        | O. Credle, A. Best                     | Buckwild            | 4:23    |
| 11 | "Ma Dukes"            | O. Credle, A. Best                     | Buckwild            | 3:58    |
| 12 | "Story"               | O. Credle, G. Scott                    | DJ Ogee             | 3:03    |
| 13 | "Outtro (Sabotage)"   | O. Credle, A. Best                     | Buckwild            | 2:51    |
| 14 | "Born 2 Live (Remix)" | O. Credle, A. Best                     | Organized Konfusion | 3:45    |